# Mensing
Mensing ist ein deutscher Familienname.

## Namensträger
- Aaron Mensing (* 1997), deutsch-dänischer Handballspieler
- Adolf Mensing (1845–1929), deutscher Seeoffizier und Hydrograph
- Andreas Stephan Mensing(-Claus) (1796–1864), Kaufmann und Politiker der Freien Stadt Frankfurt
- Barbara Mensing (* 1960), deutsche Bogenschützin
- Bernhard Mensing († 1567), deutscher Rhetoriker und Logiker
- Fritz Mensing (1895–1978), deutscher Politiker
- Hans Peter Mensing (* 1942), deutscher Historiker
- Harry Mensing (* 1964), deutscher Galerist
- Hermann Mensing (* 1949), deutscher Schriftsteller
- Jenny Mensing (* 1986), deutsche Schwimmerin
- Johann Conrad Wilhelm Mensing (1765–1837), deutscher Offizier
- Johannes Mensing (* um 1475; † 1547), Dominikaner, Weihbischof von Halberstadt
- Karl Mensing (1876–1953), deutscher Rechtsanwalt und Geistlicher
- Kolja Mensing (* 1971), deutscher Schriftsteller und Literaturkritiker
- Lucy Mensing (1901–1995), deutsche Physikerin
- Max Mensing (1886–1945), deutscher Sänger und Schauspieler
- Michelle Mensing (* 1993), deutsche Handballspielerin und Trainerin
- Otto Mensing (1868–1939), deutscher Sprachforscher, Schauspieler, Regisseur und Hörspielsprecher
- Roman August Mensing (* 1930), deutscher Theologe, Pädagoge und Autor
- Roman Maria Mensing (* 1964), deutscher Fotograf
- Simon Mensing (* 1982), englischer Fußballspieler deutscher Abstammung
- Wilhelm Mensing (Jurist) (* 1935), deutscher Jurist und Autor
- Wilhelm Mensing-Braun (1899–1967), österreichischer evangelisch-lutherischer Theologe